# Onochoj
Onochoj (in russo Онохой?) è un insediamento di tipo urbano della Russia, situato nella Repubblica di Buriazia.

## Geografia fisica
L'insediamento si trova sulla riva sinistra del fiume Uda, ad est del lago Bajkal ed è una stazione sulla ferrovia Transiberiana.

## Economia
Ad Onochoj sono presenti industrie del legname e casearie nonché alcune basi delle forze armate russe.